# Transilien Paris-Est
Transilien Paris-Est est la « région » du Transilien, le réseau de trains d'Île-de-France de la Société nationale des chemins de fer français (SNCF), qui gère intégralement les lignes E, P et T4, permettant la desserte de l'est de l'Île-de-France à partir de la gare de l'Est à Paris.

## Histoire

### Électrification de la ligne de Coulommiers
L'électrification de la section de Tournan à Coulommiers fut achevée le 24 janvier 1992. Au-delà, subsistait une navette pour rallier La Ferté-Gaucher, assurée par un élément automoteur double (EAD) modernisé du réseau « TER Champagne-Ardenne ». À la suite d'une panne sur ce matériel, qui devait être acheminé depuis son dépôt éloigné, la navette a été remplacée par un autocar Transilien en 2003, le service ferroviaire étant abandonné sur cette portion de ligne (gares de Chailly - Boissy-le-Châtel, Saint-Siméon, Jouy-sur-Morin - Le Marais et La Ferté-Gaucher). En 2022, ce service a été intégré au réseau de bus Brie et 2 Morin.

## Les lignes

### Ligne E

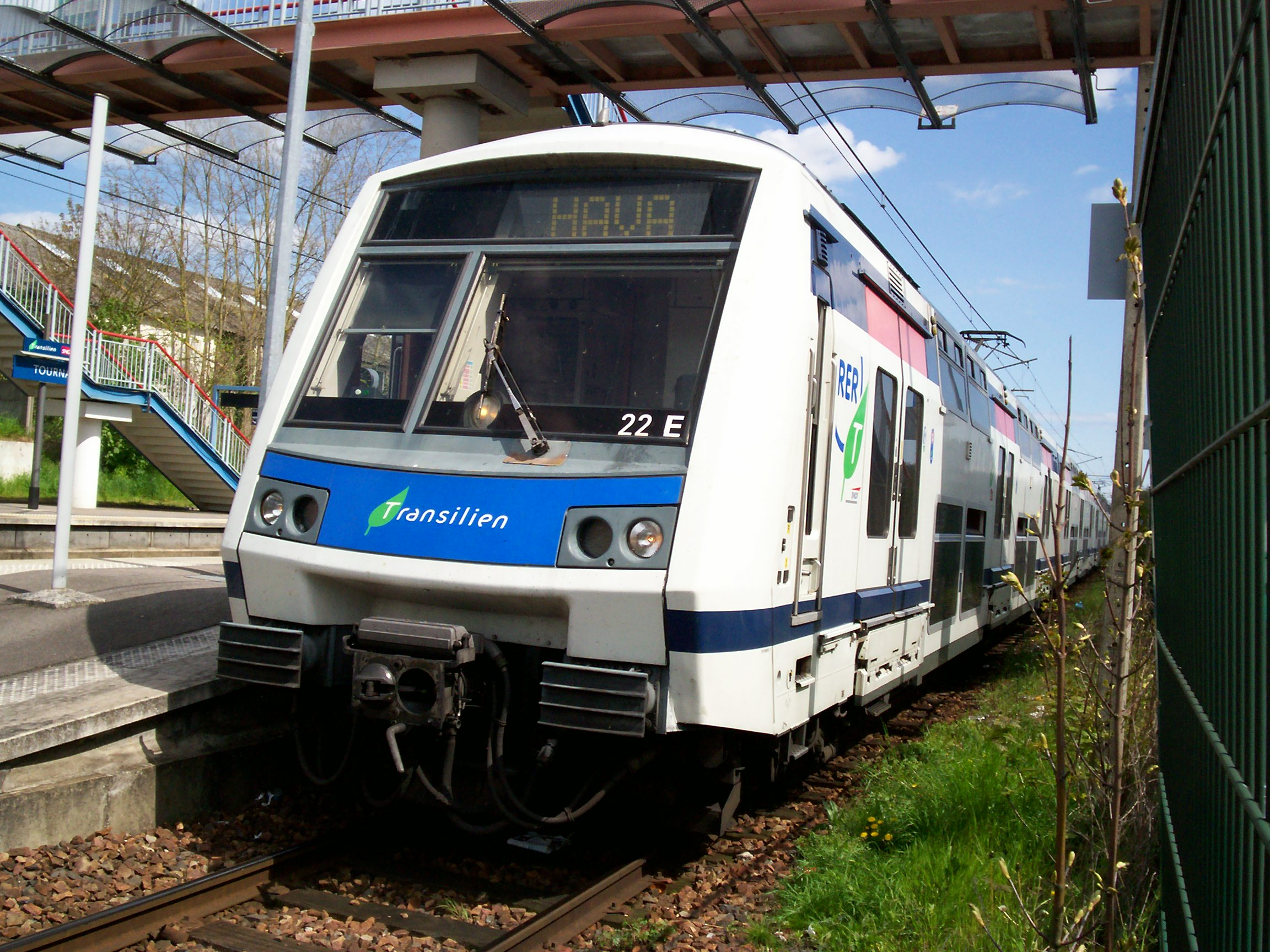
Une rame Z 22500 assurant la mission HAVA en gare de Tournan.

Transilien Paris-Est gère la totalité de la ligne RER E depuis Gare de Nanterre-La Folie jusqu'à Chelles - Gournay et Tournan. La gare de l'Est sert de terminus de secours en cas de problèmes d'exploitation ou de travaux entre Magenta et Gare de Nanterre-La Folie.

### Ligne P

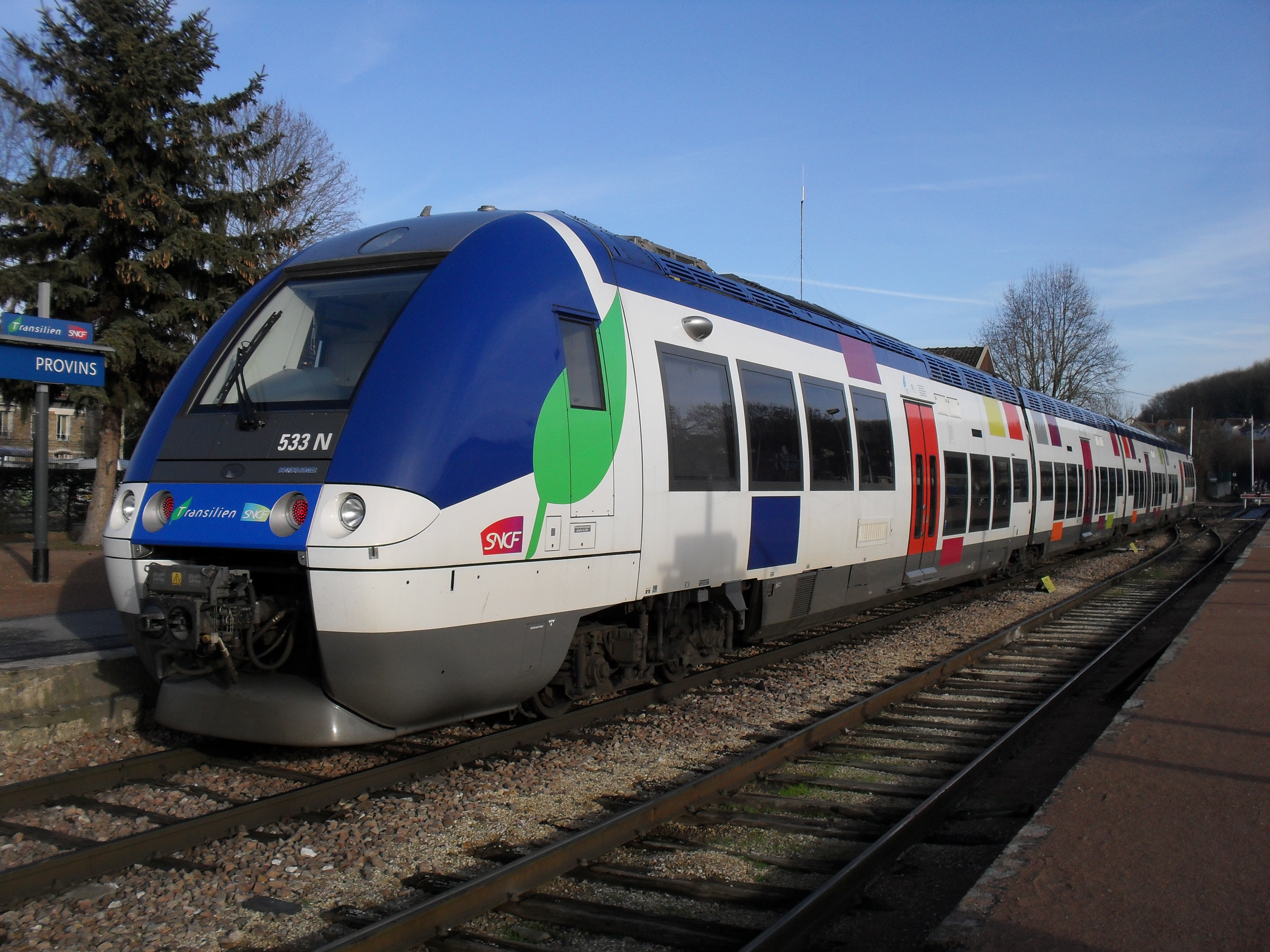
Une rame B 82500 en gare de Provins.

Transilien Paris-Est gère également la totalité de la ligne Transilien P sur les axes ci-dessous.
- Nord :
  - Paris-Est – Meaux / Crouy-sur-Ourcq – La Ferté-Milon / Nanteuil - Saâcy – Château-Thierry.
  - Esbly – Crécy-la-Chapelle.
- Sud :
  - Paris-Est – Longueville / Provins / Coulommiers / La Ferté-Gaucher. La desserte entre Coulommiers et La Ferté-Gaucher s'effectue par autocar Transilien, la ligne ayant été fermée au trafic ferroviaire.

### Ligne T4

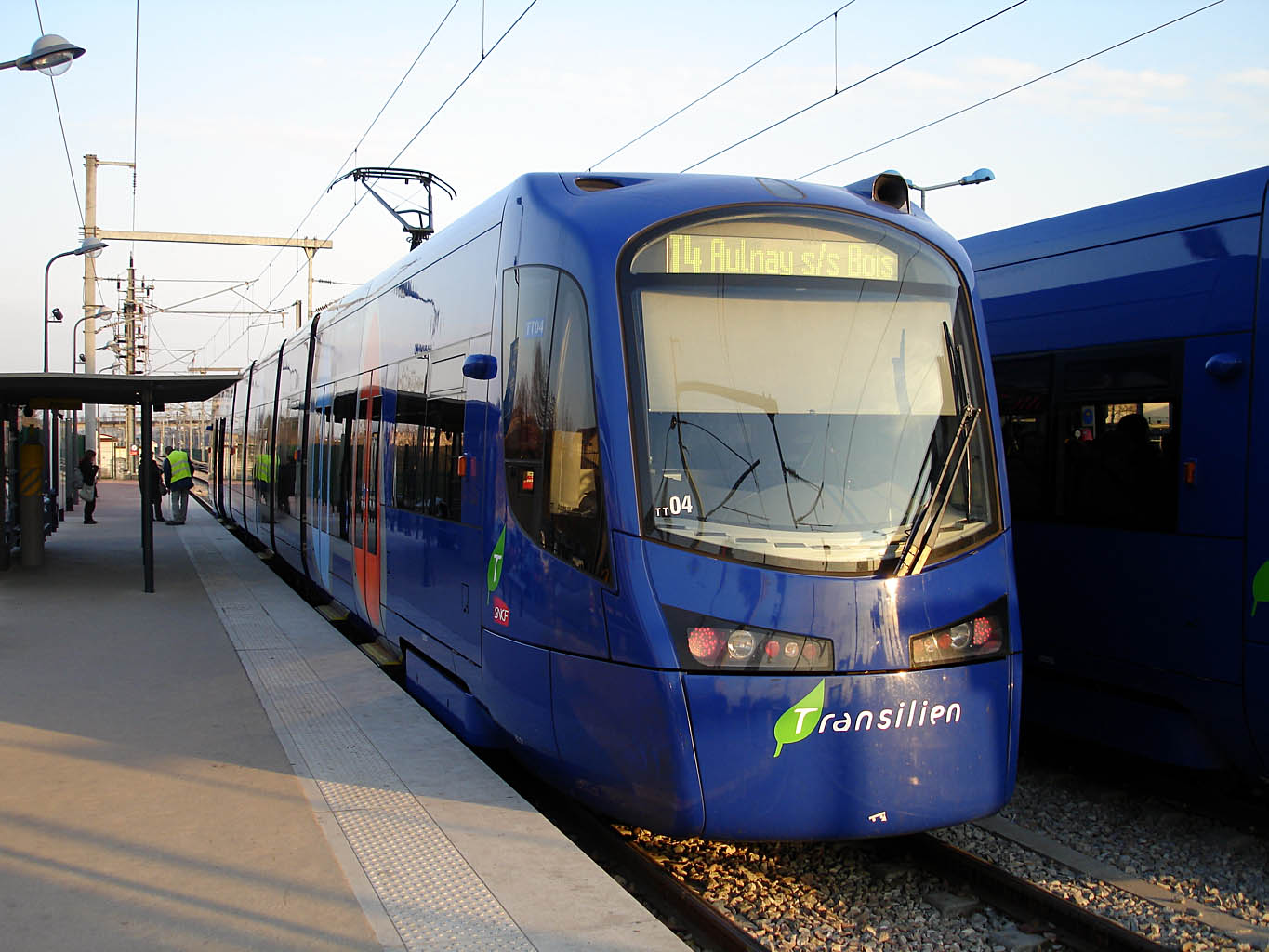
Une rame U 25500 à destination d'Aulnay-sous-Bois en gare de Bondy.

Transilien Paris-Est gère enfin la ligne de tram-train (T4 ou ligne des Coquetiers) qui relie Bondy à Aulnay-sous-Bois depuis le 18 novembre 2006, permettant une liaison de banlieue à banlieue en reliant les lignes B et E du RER.

### Ligne T14

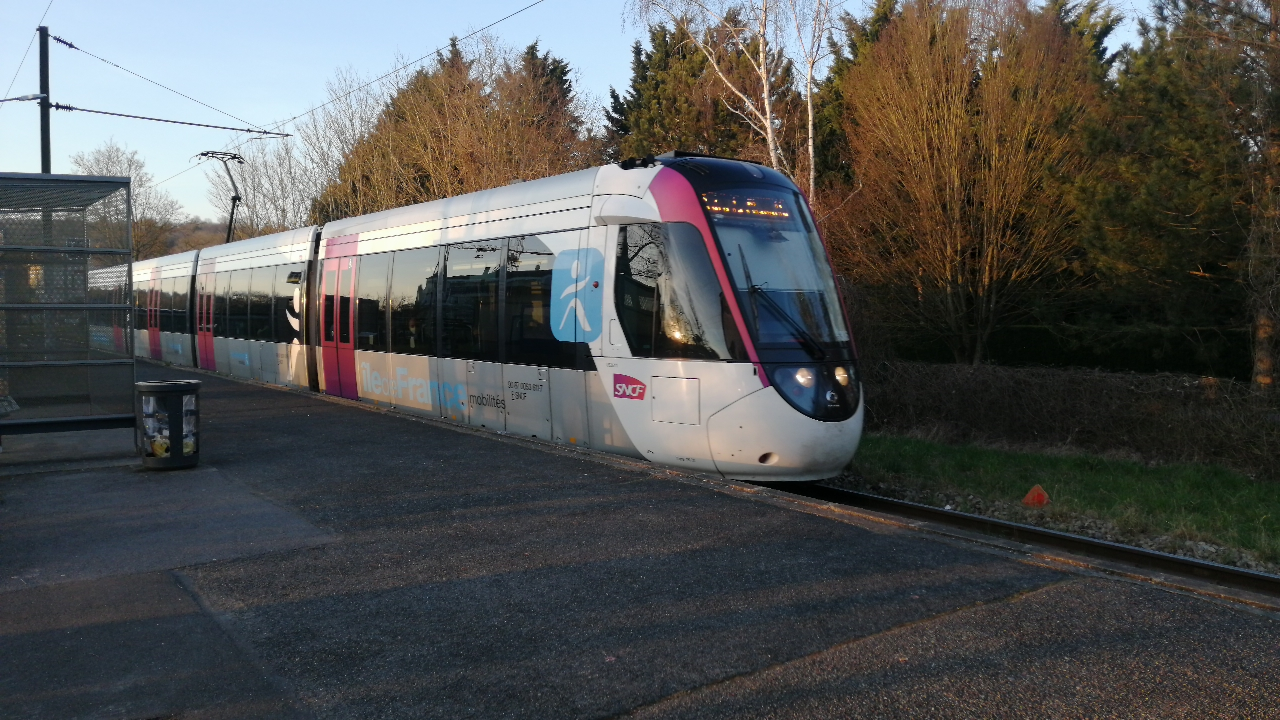
Un Citadis Dualis détaché du T11 à la gare de Couilly - Saint-Germain - Quincy, le 10 mars 2022.

À partir du 22 mars 2025, la branche sera intégrée au réseau Tramway d'Île-de-France et deviendra le T14. Si la désignation de "Transilien P" aux stations sera remplacée par "Tramway T14", rien ne sera changé techniquement. Un projet de doublement de la voie, à hauteur de la gare de Couilly - Saint-Germain - Quincy est en cours. Il devrait permettre le croisement de deux rames, et par conséquent, le doublement des fréquences.